# Zenit-3SL
Zenit-3SL je nosilna raketa za enkratno uporabo, ki jo proizvaja ukrajinski biro Južnoje  (Державне конструкторське бюро «Південне»). Spada v družino raket Zenit. Prvič je bila izstreljena leta 1999, vsega skupaj je bila izstreljeno 35 raket s tremi napakami in eno delno napako. Uporablja jo mednarodno podjetje SeaLaunch, ki jih izstreljuje s predelane naftne ploščade Ocean Odyssey. Izstrelitve so po navadi z ekvatorja na lokaciji 154 stopinj zahodne gegrafske dolžine, približno 370 kilometrov vzhodno od Kiritimati
Vsi sateliti so bili izstreljeni v geosinhrono transferno orbito (GTO), ki potem doseže GSO orbito, le en satelit je bil izstreljen v srednjezemeljsko orbito.
Rakete proizvaja biro Južnoje, RKK Energia pa prizvaja zgornjo (3.stopnjo) Block DM-SL. 
Zenit-3SL so zasnovali v poznih 1980ih kot zamenjava za Proton K. Zenit-3 bi uporabljal motor iz Zenit-2 - RD-171 z Block D zgornjo stopnjo, ki ga je potem zamenjal Block DM. Leta 1994 se je Boeing pridružil programu.
SeaLaunch je baziran v Kaliforniji. Ladja Sea Launch Commander transportira rakete Zenit-3SL do izstrelitvene ploščadi Ocean Odyssey. Izstrelitev je povsem avtomatska, na ploščadi ni nobenega človeka ob izstrelitvi 

## Karakteristikev (Zenit-3SLB)
- Funkcija: nosilna raketa
- Družina raket: Zenit
- Status: V uporabi
- Prva izstrelitev: 28 Marec 1999
- Izdelovalec: biro Južnoje; RKK Energia (zgornjo stopnjo - Block-DM); Boeing (ohišje)
- Država izvora: Ukrajina
- Višina:  59,6 metrov (196 ft)
- Premer: 3,9 metrov (13 ft)
- Masa: 462 200 kilogramov (1 019 000 lb)
- Stopnje: 3
- Kapaciteta: do GTO 6 060 kilogramov (13 360 lb)
- Izstrelišče: ploščad Ocean Odyssey
- Vseh izstrelitev: 35
- Uspešne izstrelitve: 31 (3 napake in 1 delna)

- Prva stopnja:
- Motor: 1X RD-171
- Potisk motorja: 8 180 kN (1 840 000 lbf)
- Specifični impulz: 337 sekund
- Čas delovanja: 150 sekund
- Gorivo: RP-1/LOX (kerozin/tekoči kisik)

- Druga stopnja:
- Motor: 1X RD-120 in 1X RD-8
- Potisk: 912 kN (205 000 lbf); 79,5 kn (17 900 lbf)
- Specifični impulz: 349 sekund
- Čas delovanja: 315 sekund
- Gorivo: RP-1/LOX (kerozin/tekoči kisik)

- Tretja stopnja: - Block DM-SL
- Motor: 1X RD-58M
- Potisk: 84,9 kilonewtons (19 100 lbf)
- Specifični impulz: 352 sekund
- Čas delovanja: 650 sekund
- Gorivo: RP-1/LOX (kerozin/tekoči kisik)